# Dorfkirche Danna

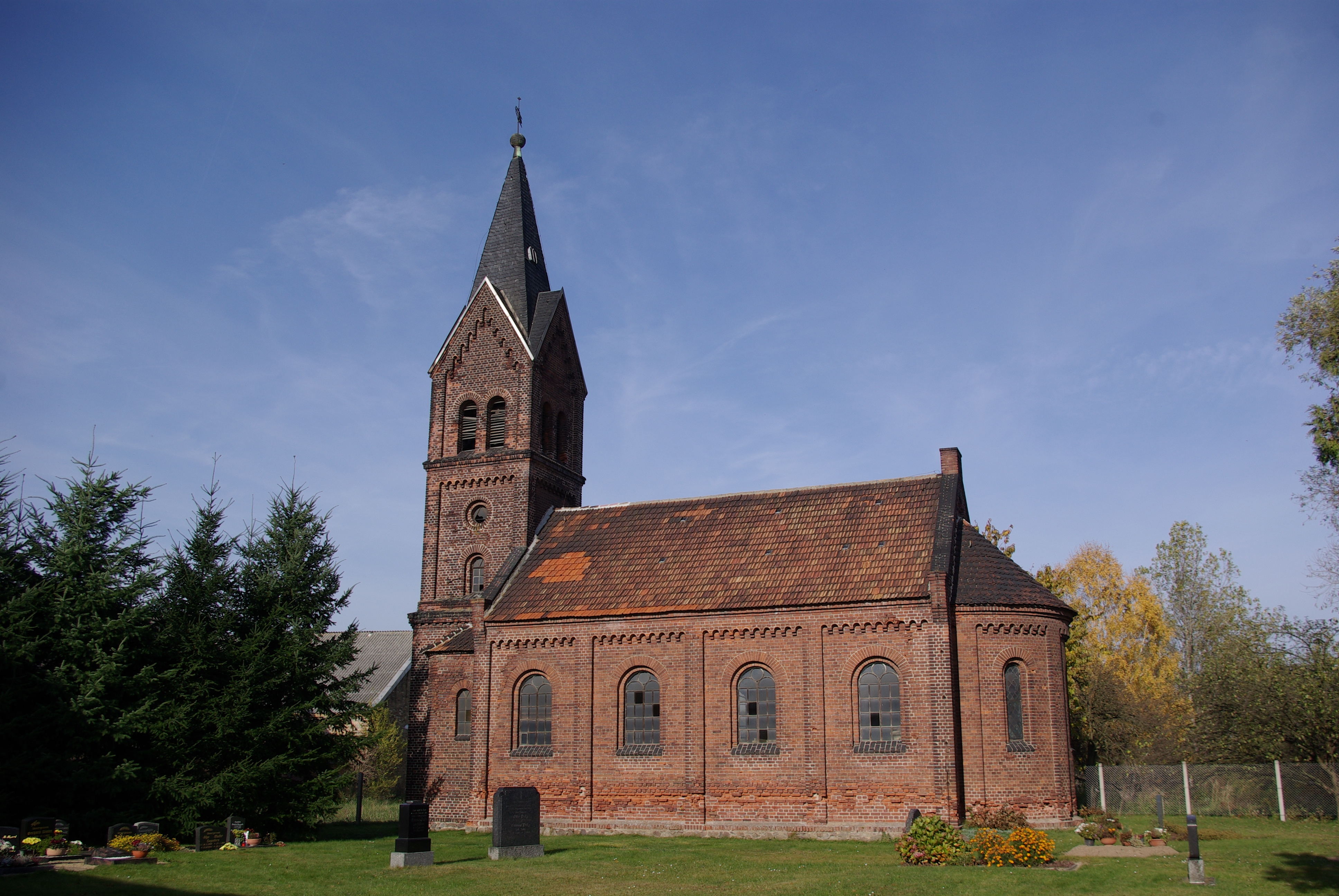
Die Kirche in Danna

Die Dorfkirche Danna befindet sich im Ortsteil Danna in der Gemeinde Niedergörsdorf im Landkreis Teltow-Fläming in Brandenburg. Die im nördlichen Teil des Ortes auf dem Kirchhof gelegene Kirche steht unter Denkmalschutz.

## Die Kirche
Im Mittelalter gehörte die Kirche als Tochterkirche von Eckmannsdorf. Ab 1533 bis 1894 war die Kirche eine Tochterkirche von Blönsdorf, danach kam es zu Kirche von Kurzlipsdorf. Ab 1913 war die Kirche wieder Tochterkirche von Blönsdorf. Ab 1533 lag das Patronatsrecht beim Landesherren.
Die heutige Kirche wurde von 1884 bis 1885 im Stil des Historismus erbaut, der Vorgängerbau war baufällig geworden. Ursprünglich war geplant, die Kirche 1860 zu bauen. Ein Dorfbrand verhinderte damals den Neubau. Wesentliche Veränderungen gab es seit der Bauzeit nicht mehr. Der Raum unter der Empore wurde 1967 als Winterkirche ausgebaut. Die Kirche besteht aus einem Schiff mit halbrunder Apsis und einem Turm. Der Turm im Westen der Kirche hat einen quadratischen Grundriss, rechts und links befinden sich polygonale Annexe. Der Turm hat drei Geschosse, die sind durch Gesimse gegliedert. Im oberen Geschoss befinden sich Schallarkaden, Den Abschluss bildet ein Spitzhelm, an allen vier Seiten befinden sich Dreiecksgiebel. Das Äußere ist gekennzeichnet durch Lisenen, unter dem Dach befindet sich ein Rundbogenfries. Die Fenster sind Rundbogenfenster.
Das Inneren hat eine flache Decke mit Balken, die Decke setzt sich auch in der Apsis fort. In der Kirche selber befindet sich ein Rest eines Altaraufsatzes. Entstanden ist der Altaraufsatz im Jahr 1885 in der Werkstatt des Holzbildhauers Gustav Kuntzsch, Wernigerode. Das Paar der Altarleuchter wurde in der Mitte des 19. Jahrhunderts erbaut. Die Leuchter zeigen Engel aus Gusseisen als Engelkaryatiden. Die Taufe im klassifizierenden Stil stammt aus dem 19. Jahrhundert. Auf einem kelchförmigen Fuß befindet sich ein Becken. Die Kanzel stammt aus der Bauzeit (1885), es ist ein polygonaler Korb mit einem kelchförmiger Fuß. Die Westempore und das Gemeindegestühl und möglicherweise der Orgelprospekt stammen aus der Bauzeit.